# Endelus harmandi
Endelus harmandi es una especie de escarabajo del género Endelus, familia Buprestidae. Fue descrita científicamente por Théry en 1927.